# Список умерших в 881 году

## Январь
- 7 января — Император Сэйва (30), 56-й Император Японии (858—876).

## Дата смерти неизвестна или требует уточнения
- Абдуллах ар-Ради, 10-й исмаилитский имам.
- Бард, король Дублина (873—881).
- Вайфер, князь Беневенто (878—881)[1].
- Давид I Куропалат, эрисмтавар и куропалат Картли-Иберии (876—881) из династии Багратионов.
- Лу Гуймэн, китайский поэт и литератор[2].
- Орсо I Партечипацио, 14-й венецианский дож (864—881)[3].